# The Queen (película de 1968)
The Queen es una película documental estadounidense de 1968 dirigida por Frank Simon y narrada por Flawless Sabrina. Representa las experiencias de las drag queens organizando y participando en el concurso de belleza Miss All-America Camp de 1967 celebrado en el Ayuntamiento de la ciudad de Nueva York. La película se proyectó en la sección Semana Internacional de la Crítica del Festival de Cine de Cannes de 1968; sin embargo, el festival finalmente se redujo y finalizó debido a los disturbios civiles en Francia antes de que se pudieran entregar los premios.
Estrenada por primera vez en los Estados Unidos en junio de 1968 con críticas generalmente positivas, se proyectó posteriormente en Francia (noviembre de 1968), Países Bajos (1969), Dinamarca (1969) y Finlandia (1969). La película fue revivida en enero de 2013 en el New York Film Forum, seguida de una restauración en 4K proyectada durante el Festival Internacional de Cine de Melbourne de 2019. 
En 2020, Kino Lorber lanzó un Blu-ray de la versión restaurada de The Queen, con metraje adicional, una entrevista con Flawless Sabrina y Queens at Heart como contenido adicional.

## Sinopsis
Jack, un hombre gay de 24 años que vive en Nueva York y trabaja como la drag queen Flawless Sabrina, es el maestro de ceremonias del concurso de belleza Miss All-America Camp de 1967. El concurso se basa en un sistema de puntos: un máximo de cinco puntos por caminar, hablar, traje de baño, bata, maquillaje y peinado; y diez puntos por la belleza.
Entre el ensayo y la actuación, las concursantes discuten temas como juntas de reclutamiento, identidad sexual, cirugía de reasignación de sexo, identidades transgénero y ser drag queen. Una concursante, Pepper LaBeija, relata haber recibido una notificación de conscripción y haber sido rechazada debido a su apariencia femenina, a pesar de haber solicitado servir y proteger a su país.
El protegido de Jack, Richard, actúa bajo el nombre de Rachel Harlow y participa en el concurso. También compite Crystal LaBeija (quien más tarde se convertiría en la fundadora de la Casa de LaBeija). Rachel y Crystal se ubican entre las cinco primeras, y cada finalista completa un desfile final hacia la audiencia, que incluye a Andy Warhol, George Plimpton y Terry Southern. Crystal queda en cuarto lugar, para su disgusto, y sale furiosa del escenario. Rachel finalmente es coronada como la ganadora.
Se muestra a algunas concursantes protestando por la victoria de Rachel; Crystal afirma que el concurso fue amañado y que puede demandar a Sabrina. Cuando salen del edificio, Crystal se encuentra con Rachel y Sabrina en las escaleras, donde Sabrina niega las acusaciones. La película termina con Rachel sin estar en drag, caminando por la terminal de autobuses de la Autoridad Portuaria y haciendo girar su corona en una mano.

## Recepción

### Respuesta crítica
El documental se estrenó originalmente con críticas generalmente positivas en junio de 1968, cuando se estrenó por primera vez en los Estados Unidos, y se estrenó posteriormente en Europa en 1968 y 1969.
En enero de 2013, The Queen fue revivida en el Film Forum de Nueva York y luego restaurada en 2019 por Kino Lorber para proyecciones en el IFC Center y el Festival Internacional de Cine de Melbourne.
En una reseña de The New York Times de 1968, Renata Adler calificó la película como un "documental extraordinario" que "nos muestra otro Estados Unidos". Andrew Sarris de Village Voice declaró: "Las concursantes drag queen son eminentemente agradables en formas curiosamente periféricas".
En una retrospectiva escrita después de la restauración de la película, Jerry Portwood de Rolling Stone describió la película como "extraordinaria porque captura mucho, y funciona como una cápsula del tiempo de la inocencia y la sofisticación vanguardista de una generación. Se puede decir por qué funcionó como una plantilla para muchas futuras personas no conformes con el género que buscan algún tipo de guía previa a Internet a través del confuso laberinto de la sexualidad y el género".

### Influencia en la cultura popular
La escena final de la película con Crystal LaBeija ha llevado a The Queen a convertirse en una "favorita de culto"; el discurso de Crystal fue muestreado en la canción "Ambience 001" del álbum Endless de Frank Ocean, y la drag queen Aja (que luego se uniría a House of LaBeija) imitó a LaBeija en el reto de Snatch Game en la tercera temporada de RuPaul's Drag Race: All Stars. 
A menudo se ha comparado a The Queen con Paris Is Burning, un documental centrado en la escena del drag ball de la ciudad de Nueva York de la década de 1980, que incluye en su reparto a miembros de la Casa de LaBeija.